# The Good Cop
The Good Cop ou Le Bon Policier (au Québec) est une série télévisée américaine en dix épisodes d'environ 45 minutes créée par Andy Breckman, basée sur la série israélienne Hashoter Hatov (he) créée par Erez and Tomer Aviram et produite par Yoav Gross, et mise en ligne le 21 septembre 2018 à l'international sur Netflix.

## Synopsis
Tony Caruso Jr. (dit TJ) est un lieutenant de police new-yorkais à l'honnêteté maladive. Son père, Tony Caruso Sr., condamné il y a huit ans à la prison pour corruption, vient d'obtenir sa liberté conditionnelle et est contraint de vivre chez son fils. Essayant de se racheter de ses erreurs passées, il prodigue à ce dernier ses conseils sur le métier de policier et sur la façon de mener sa vie amoureuse.

## Distribution

### Acteurs principaux
- Tony Danza (VF : Gérard Sergue) : Anthony « Tony » Caruso Sr.[2]
- Josh Groban (VF : Sébastien Desjours) : Anthony « TJ » Caruso Jr.[3]
- Monica Barbaro (VF : Sandra Valentin) : Cora Vasquez[4]
- Isiah Whitlock Jr. (VF : Thierry Desroses) : Burl Loomis[5]
- Bill Kottkamp (VF : Vincent de Boüard) : Ryan

### Acteurs récurrents
- John Scurti (en) (VF : Jean-Claude Donda) : Wendell Kirk
- Molly Price (VF : Véronique Augereau) : le capitaine Delgetty
- Matthew Saldivar (VF : Yann Sundberg) : Gordy

### Invités
- Frank Whaley : Joseph Privett[6]

- Version française
  - Société de doublage : Deluxe Media Paris
  - Direction artistique : Bruno Dubernat
  - Adaptation des dialogues : Sophie Roux et Sébastien Charron

 Source et légende : version française (VF) sur RS Doublage et Doublage Séries Database

## Production
Le 13 novembre 2018, la série est annulée.

## Épisodes
1. Qui en veut au bon flic ? (Who Framed the Good Cop?)
2. Quel est le secret de la top model ? (What Is the Supermodel's Secret?)
3. Qui est l'affreuse allemande ? (Who Is the Ugly German Lady?)
4. Le bon flic atteindra-t-il les 300 points au bowling ? (Will the Good Cop Bowl 300?)
5. Big Tony fera-t-il la culbute ? (Will Big Tony Roll Over?)
6. La star de la télé est-elle coupable ? (Did the TV Star Do It?)
7. Qui a tué le type sur le remonte-pente ? (Who Killed the Guy on the Ski Lift?)
8. Cora se mariera-t-elle ? (Will Cora Get Married?)
9. Pourquoi tuer un commis débarrasseur de tables ? (Why Kill a Busboy?)
10. Qui a coupé en deux Mme Ackroyd ? (Who Cut Mrs. Ackroyd in Half?)